# 头站镇
头站镇，是中华人民共和国黑龙江省齐齐哈尔市龍江縣下辖的一个镇。
2014年11月11日，黑龙江省民政厅批复同意撤销头站乡，设立头站镇。

## 行政区划
头站镇下辖以下地区：
头站村、南华村、二沟河村、一心村、北华村、民主村、四合村、团结村、兴盛村和和平村。